# CROSS×KEY
CROSS×KEY（クロスキー）は、2022年1月に声優の伊吹怜美奈と璃朶で結成された、名古屋発ツインボーカルユニット。アニメソングカバーを中心に活動している。

## メンバー
伊吹怜美奈（いぶき れみな）　8月28日生。
璃朶（りた）　12月1日生。

## カバー曲
- 桜ロック（CHERRYBLOSSOM）
- CYCLE（CHERRYBLOSSOM）
- DIVE TO WORLD（CHERRYBLOSSOM）
- 夢のマニュアル（CHERRYBLOSSOM）
- 逆光のフリューゲル（ツヴァイウイング「風鳴翼(水樹奈々)&天羽奏(高山みなみ)」）
- 一度だけの恋なら（ワルキューレ）
- ふわふわ時間（けいおん!）
- ライオン（マクロスF）
- God Knows...
- secret base〜君がくれたもの〜
- 群青
- 残酷な天使のテーゼ
- 青空のナミダ
- コネクト

## 出演

### ライブ
- アシェット～New years Night～（2022年1月5日、ツイキャス配信）
- 天皇陛下と甘雲らう むう 如月ぬい生誕祭　（2022年2月23日、THE CRADLE）
- るるのるにる1周年記念ライブ《裏・るるのるにる》（2022年3月13日、THE CRADLE）
- 8bit NIGHT Vol.31 in NAGOYA（2022年3月20日、今池GROW）
- ARTIST STORY plus（2022年3月21日、THE CRADLE）
- ARTIST STORY plus（2022年5月22日、鶴舞DAYTRIP）
- Roxx 栄10周年記念ライブ Music for you（2022年7月1日、Roxx栄）
- ARTIST STORY plus（2022年7月31日、鶴舞DAYTRIP）
- アニソンナイト（2022年9月4日、栄MUJICA）
- ARTIST STORY plus（2022年9月18日、鶴舞DAYTRIP）

### ラジオ
- THE FACE 《毎月第1月曜日、R's学園即興演劇部のコーナー》（2022年4月 - 、愛知北エフエム）

### CM
- 和食麺処サガミ　伊吹怜美奈が手タレとして出演。
  - モーニング編（2022年3月～）
  - そば編（2022年4月～）